# Tryphon fulviventris
Tryphon fulviventris là một loài tò vò trong họ Ichneumonidae.